# 喬·齊爾
喬·齊爾（英語：Joe Chill）是一名出現於DC漫畫的虛構角色，由鲍勃·凱恩和比爾·芬格創作，角色首次登場於《偵探漫畫》第33期（1939年11月）。
在蝙蝠俠的原創故事中，當時尚年幼的布魯斯·韋恩與父母遭到喬·齊爾的搶劫，在混亂中喬開槍殺害了其父湯瑪士·韋恩醫生，與其母瑪莎·韋恩。這場謀殺案深深刺激了年幼的布魯斯的心靈，也是日後促使他成為蒙面義警蝙蝠俠的最初動力與原因。

## 其他版本
在《閃點》的故事中，在日後被稱為犯罪巷的地點中遇襲身亡的不是韋恩夫婦，而是年幼的布魯斯。這促使湯瑪士在事後暗中找到了喬·齊爾並對他施以私刑致死。之後，湯瑪士將喬殺死布魯斯的手槍收藏在蝙蝠洞之中。

## 其他媒體

### 電視
- 《蝙蝠俠智勇悍將》：由彼得·歐諾拉提（英语：Peter Onorati）配音[5]。在布魯斯長大後喬成為一個地下軍火商人，正想向蝙蝠俠的敵人做生意時被他抓個正著。布魯斯更一度想殺了喬報仇最後還是打消念頭，喬於是向這批超級反派求救，他們反而因著「若喬沒有殺死韋恩夫婦、布魯斯根本不會成為蝙蝠俠」的理由向他出手，最後喬在混亂中被瓦礫壓死。
- 《高譚》：在本劇中殺死韋恩夫婦不是漫畫原作的喬·齊爾，而是一名名為派屈克·「火柴人」·馬龍的殺手。

### 電影
- 《蝙蝠俠》：在本作的最初劇本，是黑幫首領魯伯特·索恩聘僱了喬·齊爾殺害了韋恩夫婦[6]。電影中則改為傑克·納皮爾（之後的小丑）殺害了韋恩夫婦。
- 《蝙蝠俠：開戰時刻》：由李察·布雷克飾演。
- 《蝙蝠俠對超人：正義曙光》：由Damon Caro飾演，未出現在片尾的演員名單中。

### 電子遊戲
- 《蝙蝠俠：阿卡漢瘋人院》：在蝙蝠俠被稻草人的恐懼毒氣影響下，蝙蝠俠會看見父母遭到喬·齊爾殺害的一幕，遊戲中未記載喬·齊爾的配音員姓名。
- 《蝙蝠俠：秘密系譜》：由Jarion Monroe配音。
- 《蝙蝠侠：阿卡漢虛擬現實（英语：Batman: Arkham VR）》：由Glenn Wrage配音。